# 李骧 (三国)
李驤（？—？），字叔龍，梓潼涪（今四川省綿陽東）人。蜀漢、西晉官員，李福之子，官至尚書郎、廣漢郡太守。

## 生平
李驤才智過人，為人超脫有器量，知名於當世。蜀漢後期，任黃門侍郎。蜀亡仕晉，被舉為秀才，入朝擔任尚書郎。當時與杜軫齊名，每次有論議，朝廷中沒有人能勝過他們，人們稱“蜀有二郎”。
王崇、壽良、李密、陳壽、李驤、杜烈一同入京都洛陽，被稱為是梁、益二州有代表性的俊傑。壽良、李密、陳壽、李驤、杜烈五人雖然交情甚好但最終都疏遠陌生了，只有王崇一人憑著寬厚和順的性格，不分彼此，對待五人一視同仁，一直保持著深厚的友誼。
李驤與陳壽名望相同，兩人原為好友。但後來與陳壽的友情出現了裂痕，兩人互相誣衊攻擊，當時的有識之士以此批評了他。

## 家庭
- 父，李福，字孫德，平陽亭侯。
- 子，李壽，永嘉之亂後成為劉玄的近侍。

李驤和李壽父子正好與成漢皇室李驤和成漢皇帝李壽父子姓名完全相同，一樣是出自蜀地，但完全不同人物。